# 2A28 73毫米雷電滑膛炮

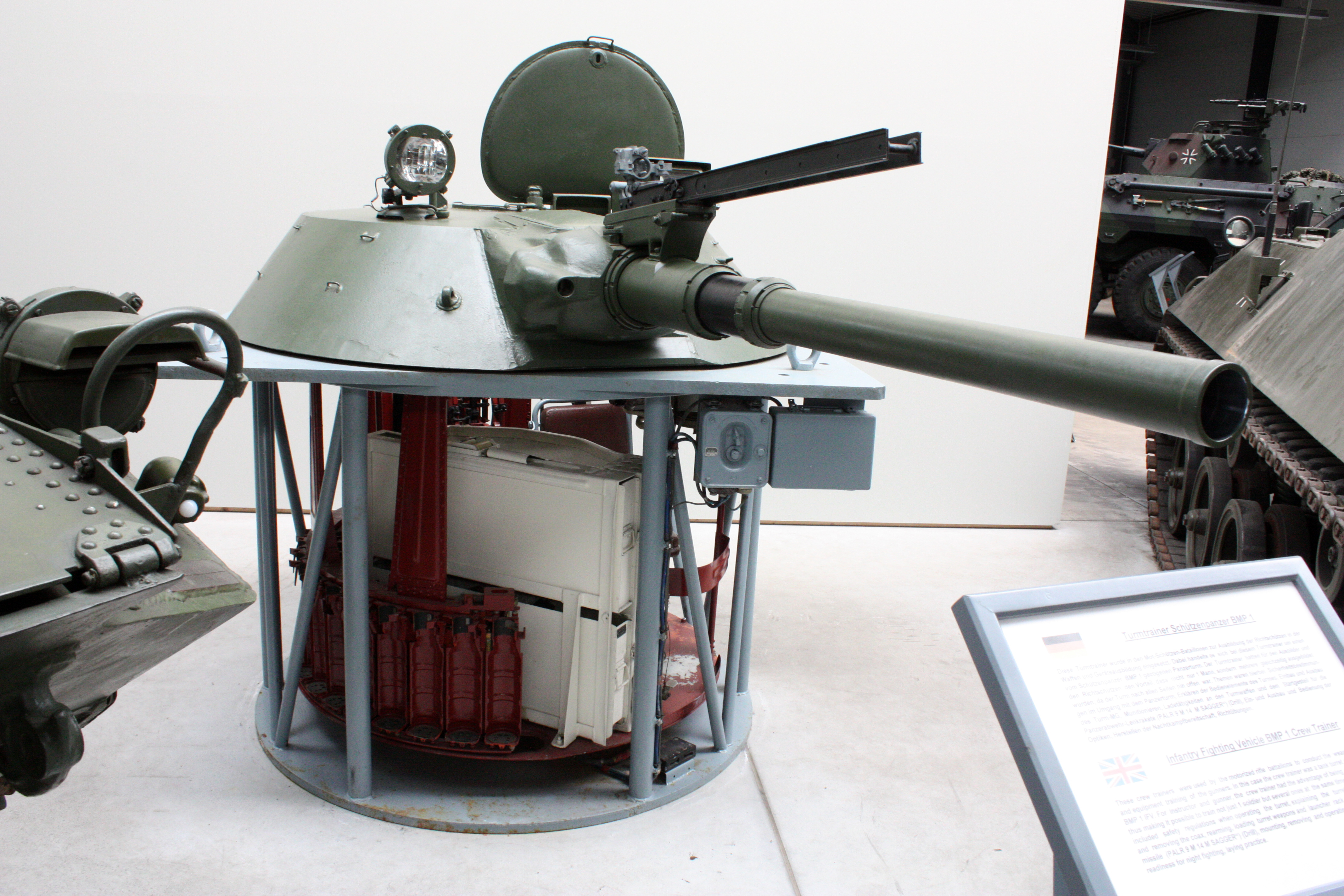
BMP-1炮塔安装的2A28

2A28是苏联BMP-1步兵战车与BMD-1伞兵战车装备的73毫米滑膛炮。 炮弹类似于火箭弹

## 开发历史
由运动与狩猎武器中央研究设计局（现属于图拉仪器制造设计局）提出设计。 

## 技术
重115（254英磅）。长度1195mm，宽度218mm，高度322mm，后坐距离152mm。最大水平/垂直转速20 °/s与6 °/s，精度分别是0.1 °/s与0.07 °/s.俯仰角范围−4°至+33°，旋转范围360°. 射速8至10发/秒，装弹仰角+3° 30'.
自动装弹机使用双排弹夹，备弹40发。

## 炮弹

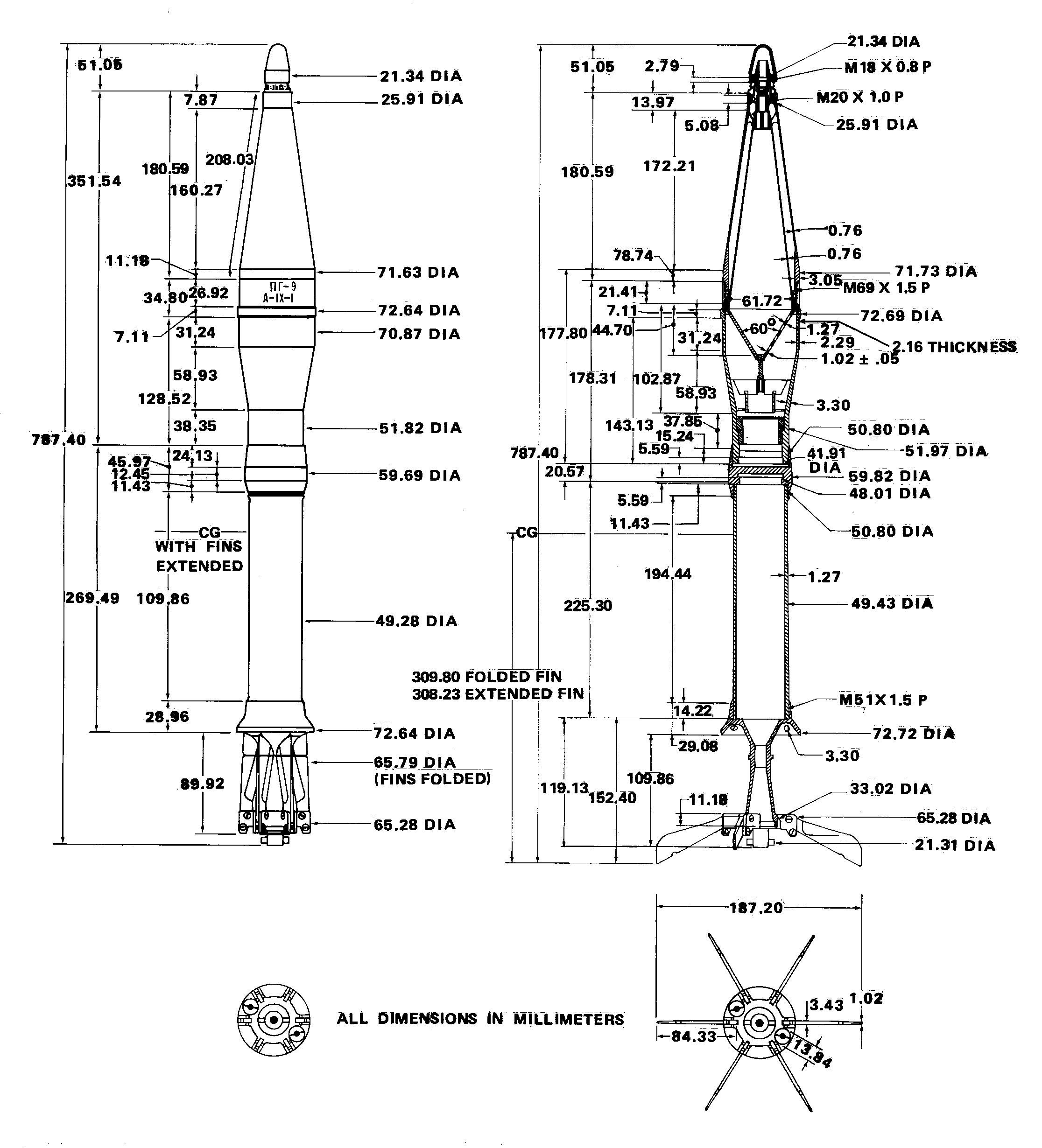
PG-9弹头图纸

2A28最初装备PG-15聚能装药破甲弹，弹体与SPG-9無後座力炮相同，但发射具更小。最初装备PG-15V尾翼稳定弹。1974年开始装备OG-15V高爆破片杀伤爆破榴弹. 垂直固定存放，储弹环共备弹40发，通常备弹24发PG-15V破甲弹，16发OG-15V高爆弹.
PG-15V重3.47（7英磅10盎司），使用2.6（5 磅 12 oz） PG-9弹壳，装药 0.322（11.4 oz）RDX. PG-15P装药发射的初速为400每秒（1,300英尺每秒）. 弹头出膛10—20米（33—66英尺）, 火箭发动机启动加速到700 m/s（2,300 ft/s）.直射有效射程1,300（1,400碼）。穿甲能力280—350（11—14英寸） ，远超过1970年代北约的M60A1坦克、酋长坦克、豹1坦克。改进后的PG-9穿甲能力400（16英寸） 。弹体前部引信有插入式保险，使用前将飘带拽掉即可解除保险。
OG-15V重4.57（10英磅1盎司）, 使用OG-9弹壳装药0.73（1 磅 10 oz） TNT. 发射初速290 m/s（950 ft/s）. 由于太短，OG-15V只能手工装填。间接瞄准有效射程4,400（4,800碼）. 

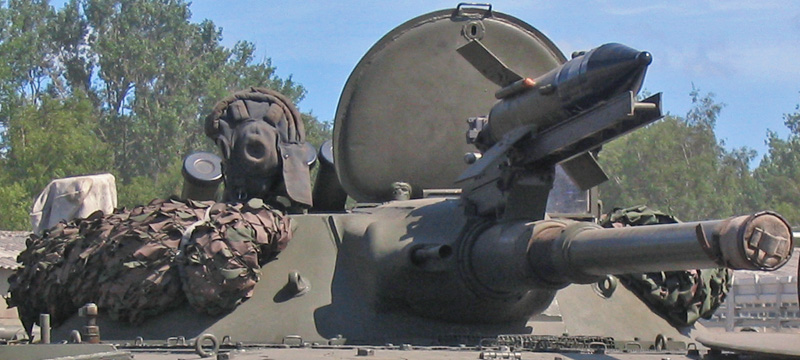
捷克的BPzV-1炮塔，装备了9M14M反坦克导弹

7.62 mm PKT同轴机枪安装在炮管右侧。备弹2000发，每条弹带250发。装在火炮下的两个盒子中。 射速800发/分钟。

## 使用
中国的八六式步兵战车，伊朗的Boragh战车都使用2A83火炮。
伊朗、古巴都在BTR-60使用了2A83火炮。 中国的WZ-551， 纳米比亚装备的WZ-523也安装了此炮。